# Ambasciatori sassoni presso le Città anseatiche
L'ambasciatore sassone presso le Città anseatiche era il primo rappresentante diplomatico della Sassonia (già dell'Elettorato di Sassonia, già Regno di Sassonia) presso le Città anseatiche di Amburgo, Brema e Lubecca.
Le relazioni diplomatiche tra i due paesi ebbero inizio nel 1669. Il primo residente dell'Elettorato di Sassonia ad Amburgo fu Carl Christian Kühlewein, figlio del sindaco di Lipsia, Friedrich Kühlewein (1606–1663).

## Elettorato di Sassonia
- 1669-1672: Carl Christian Kühlewein
- 1673-1675: Gottfried von Edelstein
- 1675-1681: Johann Christian Philipp
- 1682-1703: Johann Arnold Funck
- 1704-1708: Gottfried Ebersbach
- 1708-1713: Antonius von Dangerfeldt
- 1713-1729: Peter Ambrosius Lehmann
- 1730-1733: Gabriel von der Lieth
- 1733-1736: Samuel Trugard
- 1736-1766: Gabriel von der Lieth
- 1766-1782: Francesco von Brentano

1782-1790: Vacante

## Regno di Sassonia
- 1809–1810: Christian Gottlob Emanuel Frege[1][2]

1811-1814: Interruzione delle relazioni diplomatiche per l'occupazione francese
- 1816–1848: Carl Ferdinand Michahelles[1]
- 1849–1889: Christian Eduard Frege[1][2]